# Castielfabib
Castielfabib település Spanyolországban, Valencia tartományban. Castielfabib Ademuz, Torrebaja, Vallanca, Salvacañete, Tormón, Veguillas de la Sierra, El Cuervo, Tramacastiel és Libros községekkel határos. Lakosainak száma 287 fő (2024).

## Népesség
A település népessége az utóbbi években az alábbiak szerint változott:
| Lakosok száma | 511  | 284  | 244  | 365  | 301  | 282  | 311  | 317  | 291  | 287  |
|               | 2001 | 2004 | 2007 | 2009 | 2012 | 2014 | 2017 | 2019 | 2022 | 2024 |